# 金の国 水の国
『金の国 水の国』（きんのくに みずのくに）は、岩本ナオによる日本の漫画作品。『月刊flowers』（小学館）にて2014年12月号から前後編の読み切りを経て、2016年6月号まで不定期に掲載された。2016年、「このマンガがすごい!オンナ編1位」を受賞した。同年、「THE BEST MANGA 2017 このマンガを読め！」で3位に選ばれた。2017年、「マンガ大賞2017」で第2位を受賞した。劇場アニメ2023年1月27日公開。

## あらすじ
昔々、隣り合うA国とB国はささいなことから戦争になり神様が仲裁に入る。神様はA国に国で一番美しい娘をB国の嫁に、B国は国で一番賢い若者をA国の婿にやるよう命じた。
A国の辺境に住む末の王女サーラはB国の婿を迎えるが、送られてきたのは犬だった。サーラは両国の平和のため婿が犬であったことを隠し、犬にルクマンと名付けて飼う。
B国の図書館長の息子ナランバヤルはA国の嫁を貰い受けるが、送られてきたのは猫だった。ナランバヤルは両国の平和のため嫁が猫であったことを隠し、猫にオドンチメグと名付けて飼う。
ある日、サーラの長姉レオポルディーネはサーラとB国婿を王宮に呼び出す。悩むサーラはルクマンと散歩に行った国境付近の森で偶然オドンチメグを連れたナランバヤルと出会う。サーラは身元を明かし、婿の振りをして王宮の長姉に会って欲しいと頼む。王宮でサーラの姉たちと対面したナランバヤルは左大臣サラディーンと意気投合し、A国は水が枯渇しかかっていること、B国から水を引く巨大水路を作りたいと申し出る。ナランバヤルはオドンチメグをサーラに預け、A国にとどまることになった。サーラはナランバヤルと過ごせる日がずっと続けばいいと心ひそかに願う。
サーラはナランバヤルが王都に出かけている間にいなくなったオドンチメグを探しに出かけて、B国のナランバヤルの貧しい実家を訪れる。そこへB国の族長がA国から嫁いできたナランバヤルの嫁の顔を見にやってくる。ナランバヤルが結婚していたと知ったサーラはショックを受けるが、ナランバヤルの父親に頼まれてA国嫁になりすます。サーラは族長や周囲の容姿を見下す言葉には耐えるが、族長にワインの飲み比べを挑まれた際にナランバヤルを侮辱されたため、勝負を受けて立ち飲み勝つ。サーラはその帰り道、ずっと続けばいいと願っていたナランバヤルと過ごした「昨日」までを思っていたところでナランバヤルに会い、切なさにこらえきれず涙を流す。
右大臣ピリパッパにそそのかされたA国王のラスタバン三世は王宮の王女派を疑い、B国婿を殺そうと企む。水路の設計図を持って王宮に入ったナランバヤルは命を狙われるが、周囲の助けで脱出し、駆けつけたサーラと共にA国王に対峙する。ナランバヤルはラスタバン三世を、B国と国交を開いて水路を造ることで後世に名を残せると説得し、さらにサーラに嫁が猫であることを話して誤解を解く。A国とB国は国交を結び、数十年に渡る水路工事が始まる。それから十数年後、サーラとナランバヤルの娘たちが仕事中の父親に弁当を届けに行くところで物語は幕を閉じる。

## 登場人物
声の項は劇場アニメ版における配役。
サーラ
声 - 浜辺美波
主人公。A国の第93王女。国王の妾の娘。美人ではないが穏やかでおっとりとした性格。A国国境近くでばあやと二人で暮らしている。B国から花婿として送られた犬をルクマン（声 - 麦穂あんな）と名付けて飼っている。
ナランバヤル
声 - 賀来賢人
もう一人の主人公。B国の図書館長の息子。建築士だが国が貧しく失業中。お調子者だが口がうまく頭の回転が速い。北の古代都市の水路の設計図を入手し、A国とB国に水路を作ることを夢見る。A国から花嫁として送られた猫にオドンチメグ（声 - 麦穂あんな）と名付けて飼っている。オドンチメグは「星の輝き」という意味。
ばあや
声 - 一柳みる
サーラの面倒を見ている老女。
ムーンライト＝サラディーン
声 - 神谷浩史
A国の左大臣。A国No.1のイケメン俳優。 レオポルディーネの愛人。滅んだ北の国の遊牧民の出身。自他共に認めるお飾り大臣だったが、ナランバヤルと出会ったことでB国との国交を開くために動き出す。
ライララ
声 - 沢城みゆき
常に目だけ出した黒いベール（ニカーブ）を被っている女性。もともとレオポルディーネに仕え、暗殺を仕事としているが、サーラとナランバヤルの手助けをする。
ジャウハラ
声 - 木村昴
A国の学者。投獄されていたが、ナランバヤルの事業を手伝うために釈放される。学者ながら肉体派。息子がいる。
レオポルディーネ
声 - 戸田恵子
A国の第１王女。反戦派の中心人物。サラディーンと愛人関係にある。サーラには一見辛辣な態度を見せているが、実際には気に掛けている。
ピリパッパ
声 - 茶風林
A国の右大臣。祈祷師だったが、戦勝祈願で国王の信頼を得て大臣に取り立てられた。開戦派の中心人物で、王を操ろうと目論んでいる。
オドゥニ・オルドゥ
声 - てらそままさき
B国の族長。貧しい国の中で贅沢をしている。男色家で、オネエ言葉で喋る。
ラスタバン三世
声 - 銀河万丈
A国の国王。過去にB国との和解を試みたために腰ぬけ王と言われたラスタバン二世の名を受け継いていることに悩む。

## 書誌情報
- 岩本ナオ『金の国 水の国』小学館〈フラワーコミックスα〉、2016年7月8日発売[9][10]、ISBN 978-4-09-138668-7
- 岩本ナオ『金の国 水の国 スペシャル版』小学館〈フラワーコミックスα〉、2022年12月9日発売[11][12]、ISBN 978-4-09-871862-7

## 小説
- 岩本ナオ（絵・原作） / 時海結以（著）『小説 金の国 水の国』小学館〈小学館ジュニア文庫〉、2023年1月13日発売[13]、ISBN 978-4-09-231437-5

## 劇場アニメ
2023年1月27日に公開。

### スタッフ
- 原作 - 岩本ナオ『金の国 水の国』（小学館フラワーコミックスαスペシャル刊）[14]
- 監督 - 渡邉こと乃[14]
- 脚本 - 坪田文[14]
- 音楽 - Evan Call[15]
- 劇中歌 - 琴音「優しい予感」「Brand New World」「Love Birds」（ビクターエンタテインメント）
- アニメーションプロデューサー - 服部優太
- キャラクターデザイン - 高橋瑞香
- 美術設定 - 矢内京子
- 美術監督 - 清水友幸
- 色彩設計 - 田中花奈実
- 撮影監督 - 尾形拓哉
- 3DCG監督 - 田中康隆、板井義隆
- 特殊効果ディレクター - 谷口久美子
- 編集 - 木村佳史子
- 音楽プロデューサー - 千陽崇之、鈴木優花
- 音響監督 - 清水洋史
- アニメーションスーパーバイザー - 増原光幸[14]
- 製作 - 沢桂一、沢辺伸政、池田宏之、宮本典博
- エグゼクティブプロデューサー - 飯沼伸之
- プロデューサー - 谷生俊美
- アソシエイトプロデューサー - 小布施顕介
- 配給 - ワーナー・ブラザース映画[14]
- アニメーション制作 - マッドハウス[14]
- 製作幹事 - 日本テレビ放送網[14]
- 製作 - 「金の国 水の国」製作委員会（日本テレビ放送網、小学館、ワーナー・ブラザース映画、読売テレビ放送、札幌テレビ放送、宮城テレビ放送、静岡第一テレビ、中京テレビ放送、広島テレビ放送、福岡放送）

### 原作との相違点
- アニメではそれぞれ2つの国の名前がA国→「アルハミト」（Alhamit）とB国→「バイカリ」（Baikali）になっている[16]。
- アニメでは国境に巨大な壁が築かれている。
- 建築家アジーズについて、原作では「左大臣きゅん」「ナムルきゅん」(ナランバヤルの呼び方)「チミ」（君、の意）などと癖の強い話し方であったが、映画版では「左大臣くん」「ナランくん」「きみ」と堅めの口調に変更されている。
- 現在の王であるラスタバン三世が自身の名について思い悩むシーンにて、原作ではスレイマン三世、アクバル四世、オルハン四世、アフメト二世…と歴代の王の名と肖像画の回想が入るが、映画版では先代の自身の父と共に戦争に臨む幼き日の自身の姿の回想シーンに差し替えられている。
- 原作では王家専用通路の情報はライララからナランバヤルに伝えられるが、映画では通路の在処は王族にしか伝えられていないため、ナランバヤルを探して追いかけてきたサーラ自らが案内する。
- 原作では終盤、第一王女レオポルディーネはじめ3人の王女がラスタバン三世のキングパレスへ向かう際に、QPS（クインパレス）48と名を冠した王女達の集団を率いるが、映画版では3人の王女のみがキングパレスへと向かうため、QPS48の設定は削除されている。